# فينيكس رايت: إيس أتورني
فينيكس رايت: إيس أتورني (بالإنجليزية: Phoenix Wright: Ace Attorney) (باليابانية: 逆転裁判 غياكتين سايبان) هي رواية مرئية من إنتاج كابكوم, واللعبة الأولى في سلسلة ألعاب إيس أتورني.

## الشخصيات
- فينيكس رايت
- مايا فاي
- مايلز إدجوورث
- القاضي
- ميا فاي
- ديك غامشو
- لاري باتز
- مارفن غروسبيرغ

### الإنقلاب الأول
- وينستون بين
- فرانك سوويت
- سيندي ستون

### أخوات الإنقلاب
- إيبريل ماي
- الجرسون
- ريد وايت

### ساموراي الإنقلاب
- ويل باورز
- جاك هامر
- دي فاسكيز
- سال مانيلا
- بيني نيكولز
- ويندي أولدباغ
- كودي هاكينز

### وداع الإنقلاب
- لوتا هارت
- مانفريد فون كارما
- روبرت هاموند
- ياني يوغي
- بولي

## وصلات خارجية
- نسخة محفوظة 5 أغسطس 2012 على موقع واي باك مشين.
- فينيكس رايت: إيس أتورني في قاعدة بيانات الرواية المرئية